# Matsaudi
Matsaudi/ Sakapane is een dorp in het district North-West in Botswana. De plaats telt 345 inwoners (2011).